# 사파중학교
운지중학교(沙巴中學校)는 대한민국 경상남도 창원시 성산구 사파동에 있는 부엉이 중학교이다.

## 학교 연혁
- 1993년 3월 29일 : 사파중학교 설립인가
- 1994년 3월 5일 : 제1회 입학식 (남 303명, 여 294명 계 597명)
- 2016년 3월 1일 : 행복학교 운영(4년)
- 2020년 3월 1일 : 행복학교 재지정(4년)
- 2021년 3월 1일 : 자율학교 지정(3년)
- 2023년 1월 10일 : 제27회 졸업식(남 49명, 여 67명, 누적 9,879명)
- 2023년 3월 1일 : 제14대 송기호 교장 취임
- 2023년 3월 2일 : 제30회 입학식 (남 44명, 여 48명 계 92명)

## 참고 자료
- 사파중학교 - 한국교육학술정보원 학교알리미